# Cadw

Logo von Cadw

Cadw [ˈka.du]  (walisisch cadw ‚bewahren‘, ‚erhalten‘) ist eine Regierungsbehörde in Wales, die sich der Denkmalpflege widmet. Neben dem Schutz und der Instandhaltung historischer Bauwerke, Denkmäler und Landschaften fördert sie auch die Beteiligung der lokalen Gemeinden an deren Pflege. Als das walisische Gegenstück zu English Heritage ist die Behörde ferner für die Aufnahme von walisischen Bauwerken in die britische Denkmalliste zuständig.
Cadw wurde im Jahr 1984 als Unterabteilung des Welsh Assembly Government gegründet und hat seinen Sitz heute in Nantgarw bei Cardiff. Es verwaltet insgesamt 127 historische Monumente, darunter 44 Burgen und Schlösser (Stand 2011); unter anderem zählen die UNESCO-Weltkulturerbestätten Beaumaris Castle, Caernarfon Castle, Conwy Castle und Harlech Castle zum Eigentum von Cadw.